# Avro Manchester
Avro 679 Manchester là một loại máy bay ném bom hạng nặng hai động cơ được hãng Avro của Anh phát triển trong Chiến tranh thế giới II. Manchester là một mẫu máy bay thất bại do nó kém phát triển, không đủ mạnh, động cơ không tin cậy, nhưng mẫu máy bay kế tiếp của nó là Avro Lancaster, lại là một loại máy bay ném bom thành công nhất trong chiến tranh.

## Biến thể
Manchester L7246
Mẫu thử đầu tiên có đuôi kép. Do thiếu khả năng cân bằng hướng, nên người ta đã thêm cánh đuôi thứ ba vào.
Manchester I
Phiên bản sản xuất đầu tiên với đuôi kép và đuôi phụ ở giưuã, 20 chiếc.
Manchester IA
Phiên bản sản xuất chính với đuôi kép và đuôi ngang lớn hơn.
Manchester II
Phiên bản đề xuất lắp 2 động cơ Napier Sabre hoặc Bristol Centaurus. Không chế tạo.
Manchester III BT308
Phiên bản này trang bị 4 động cơ Merlin với sải cánh dài hơn. Biến thể này là mẫu thử đầu tiên của mẫu Avro Lancaster mới nhất.

## Quốc gia sử dụng
Canada
- Không quân Hoàng gia Canada

 Anh Quốc
- Không quân Hoàng gia

## Tính năng kỹ chiến thuật (Manchester Mk I)

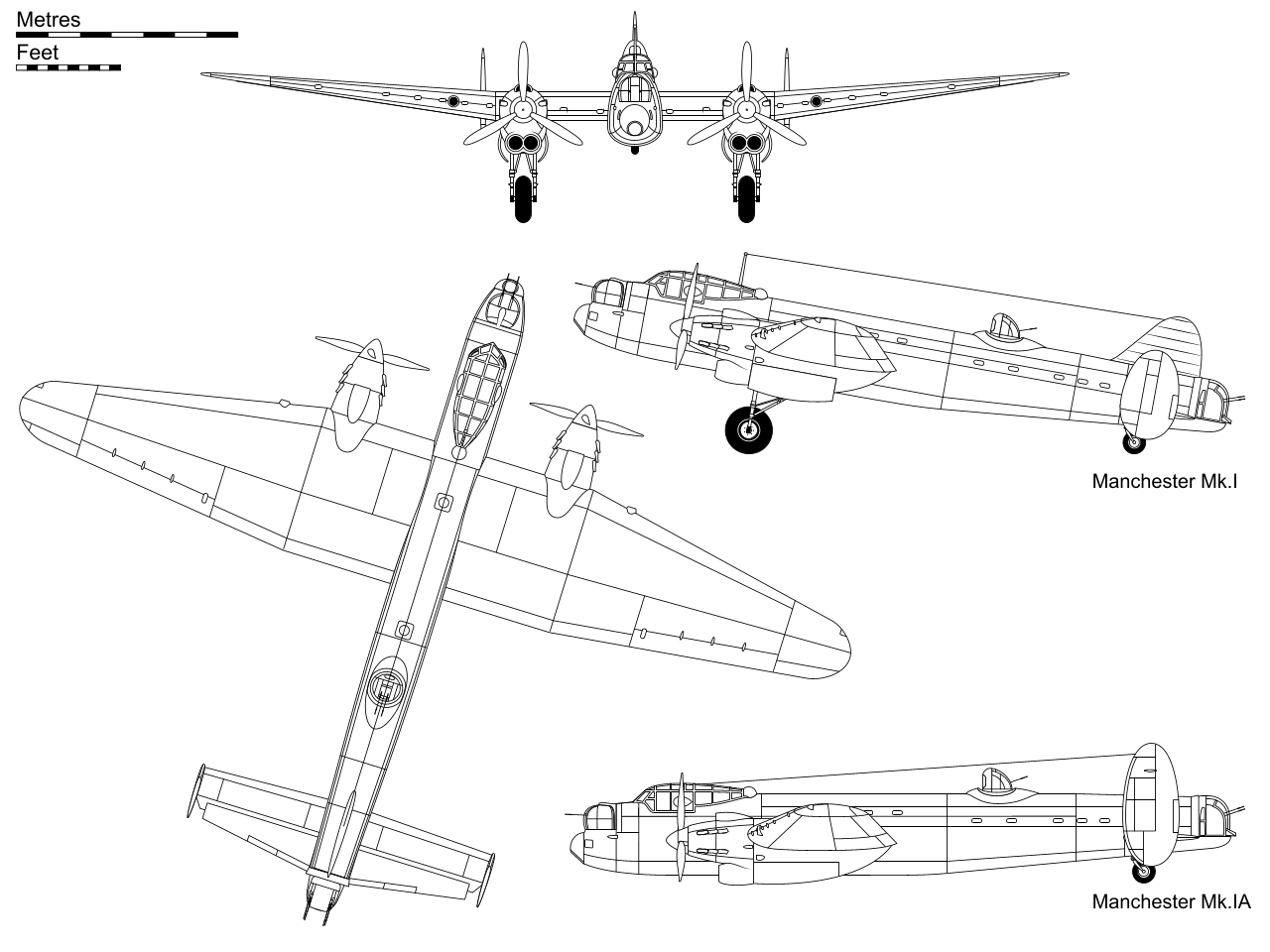

,

### Đặc điểm riêng
- Tổ lái: 7
- Chiều dài: 70 ft (21,34 m)
- Sải cánh: 90 ft 1 in (27,46 m)
- Chiều cao: 19 ft 6 in (5,94 m)
- Diện tích cánh: 1.131 ft² (105,1 m²)
- Trọng lượng rỗng: 31.200 lb (14.152 kg)
- Trọng lượng cất cánh tối đa: 50.000 lb (22.680 kg)
- Động cơ: 2 × Rolls-Royce Vulture I, 1.760 hp (1.310 kW) mỗi chiếc

### Hiệu suất bay
- Vận tốc cực đại: 265 mph (230 kn, 402 km/h) trên độ cao 17.000 ft (5.180 m)
- Tầm bay:: 1.200 dặm (1.930 km) với tải trọng bom tối đa 10.350 lb (4.695 kg)
- Trần bay: 19.500 ft (5.852 m)

### Vũ khí
- 8 khẩu súng máy Browning 0.303 in (7,7 mm)
- 10.350 lb (4.695 kg) bom